# Alfred Polgar

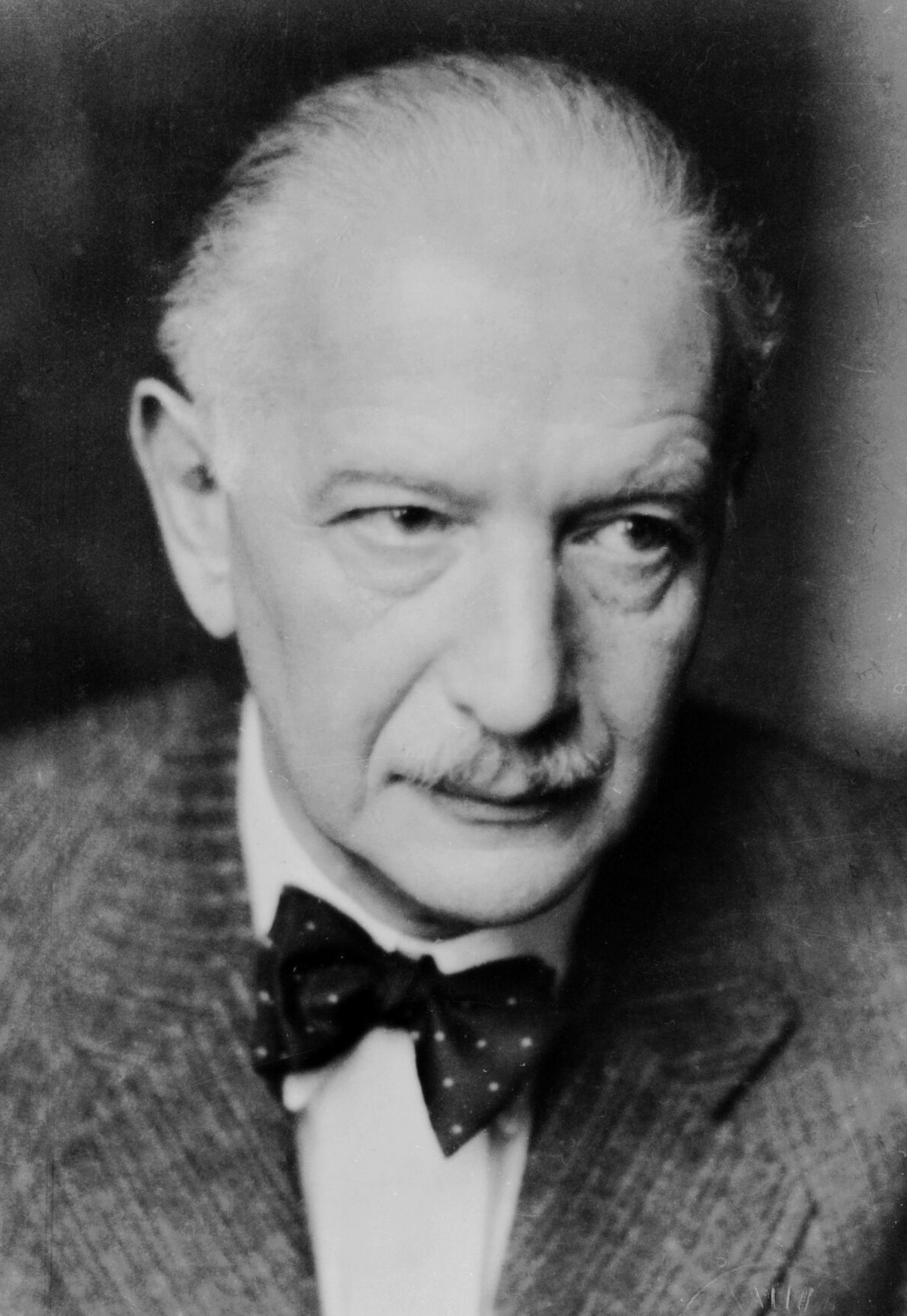
Alfred Polgar, Fotografie von Max Fenichel

Alfred Polgar (* 17. Oktober 1873 in Wien; † 24. April 1955 in Zürich; bis 1914 amtlich Alfred Polak; Pseudonyme Archibald Douglas, L. A. Terne) war ein österreichischer Schriftsteller, Aphoristiker, Kritiker und Übersetzer. Er ist einer der bekanntesten Autoren der Wiener Moderne.

## Leben und Werk
Alfred Polgar wurde im 2. Wiener Bezirk, Leopoldstadt, als jüngstes von drei Kindern assimilierter Juden geboren. Die Eltern, Josef und Henriette Polak, geb. Steiner, betrieben eine Klavierschule. Nach Gymnasium und Handelsschule wurde Polgar 1895 Redakteur bei der Wiener Allgemeinen Zeitung, wo er anfangs als Gerichtsreporter und Parlamentsreporter arbeitete. Später war er dort Redakteur im Ressort Feuilleton. Zusätzlich schrieb Polgar für weitere Blätter, wie für die 1892 bis 1896 erschienene Zeitschrift Die Zukunft, ein sozialistisches Blatt mit anarchistischen Tendenzen.
Ab 1905 schrieb Polgar regelmäßig für Siegfried Jacobsohns Zeitschrift Die Schaubühne, seit 1918 Die Weltbühne, bis zu deren Verbot 1933. Daneben war er auch als Autor für das Kabarett tätig. Für das Cabaret Fledermaus schrieb er zusammen mit Egon Friedell das erfolgreiche humoristische Stück Goethe. Eine Groteske in zwei Bildern (1908), in dem der Literaturunterricht an den Schulen dadurch parodiert wird, dass Johann Wolfgang von Goethe zu einem Literaturexamen über Goethes Leben und Werk erscheint – und durchfällt. 1908 erschien Polgars erstes Buch Der Quell des Übels. Der Ort, an dem Polgar zu dieser Zeit am häufigsten verkehrte, war das Café Central, in dem er in Gesellschaft von Peter Altenberg, Anton Kuh, Adolf Loos und Egon Friedell anzutreffen war und viel Material für seine scharfsinnigen Beobachtungen und Analysen fand. Auch von später sehr bekannten Schriftstellern wie Karl Kraus erntete er Zuspruch.
Polgar betätigte sich auch als Bearbeiter und Übersetzer von Theaterstücken, etwa von Nestroy, und übersetzte 1913 Ferenc Molnárs Stück Liliom aus dem Ungarischen ins Deutsche. Er verlegte die Handlung in den Wiener Prater und fügte einen Prolog hinzu, was dem bis dahin erfolglosen Stück mit einer triumphalen Premiere am 28. Februar 1913 im Theater in der Josefstadt in Wien den Weg zum Welterfolg ebnete.
Am 23. September 1914 ließ er seinen Namen offiziell von Polak auf Polgar ändern (ungar. polgár = dt. Bürger).
Während des Ersten Weltkriegs arbeitete Polgar im Kriegsarchiv, schrieb jedoch auch weiterhin für Zeitungen, unter anderem auch für die deutschsprachige ungarische Zeitung Pester Lloyd.
Nach Kriegsende wurde er bei der Zeitung Der Neue Tag Chef des Feuilletons. Er arbeitete auch an Stefan Großmanns Das Tage-Buch mit. Gemeinsam mit Egon Friedell schrieb er ab 1921 das Böse Buben Journal. In den 1920er Jahren lebte Polgar überwiegend in Berlin. Viele Artikel von ihm erschienen in dieser Zeit im Berliner Tageblatt und im Prager Tagblatt. Im Oktober 1929 heiratete er die Wienerin Elise Loewy, geb. Müller.
Nach der Machtergreifung des NS-Regimes war für den „österreichischen Juden und linksliberalen Antifaschisten Polgar im nationalsozialistischen Deutschland kein Platz“. Anfang März 1933 flüchtete er nach Prag. Am 10. Mai 1933 wurden seine Bücher verbrannt. Später ging er nach Wien. 1937/38 schrieb er über Marlene Dietrich; Ulrich Weinzierl fand den Text 1984 in New York, gedruckt ist er 2015 erschienen.
Beim „Anschluss Österreichs“ im März 1938 waren Polgar und seine Frau gerade in Zürich. Weil er dort keine Arbeitserlaubnis erhielt, flüchteten sie nach Paris.  Dort schloss er sich der Liga für das geistige Österreich (Ligue de l’Autriche Vivante) an, der auch Fritz Brügel, Gina Kaus, E. A. Rheinhardt, Joseph Roth und Franz Werfel angehörten.
Nach dem Einmarsch der Deutschen in Frankreich im Juni 1940 flüchtete er nach Marseille, von wo aus ihm im Oktober 1940 mit Hilfe des Emergency Rescue Committee die Flucht über die Pyrenäen nach Spanien und via Lissabon die Emigration in die USA gelang (andere bemerkenswerte Passagiere dieser Schiffsreise: siehe Erna Sailer).
In Hollywood arbeitete Polgar Anfang der 1940er-Jahre für 100 Dollar in der Woche (2025: ca. 2.200 US-Dollar) als Drehbuchautor für Metro-Goldwyn-Mayer. Er saß neben Alfred Döblin in einem Autorenteam unter Leitung von George Froeschel und arbeitete ungenannt am Kriegsfilm Mrs. Miniver mit. Ab 1943 lebte er in New York, wo er und seine Frau die amerikanische Staatsbürgerschaft erhielten. Er schrieb für Exilzeitungen, wie den Aufbau, und amerikanische Magazine, wie Time, sowie Panorama in Buenos Aires.
1949 kehrten sie nach Europa zurück und ließen sich in Zürich nieder, und Polgar publizierte auch wieder für deutschsprachige Zeitungen. Er wurde auf dem Friedhof Sihlfeld in Zürich begraben.

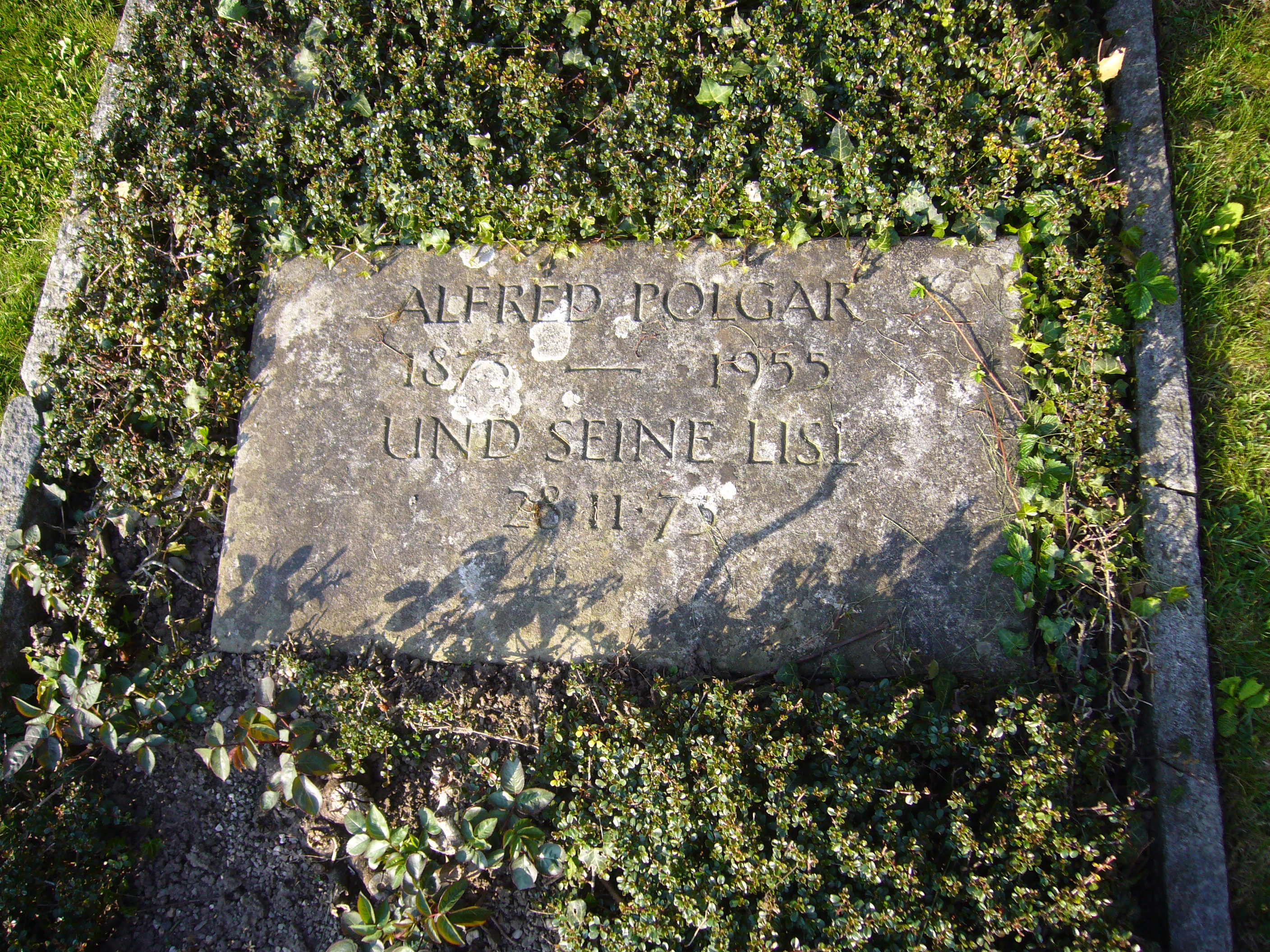
Grab Alfred Polgars, Friedhof Sihlfeld, Zürich

## Auszeichnungen
- 1951: Preis der Stadt Wien für Publizistik
- 1965 wurde die Polgarstraße im 22. Wiener Gemeindebezirk, Donaustadt, nach ihm benannt.[3]
- Die in dieser Straße gelegene Schule (Bundesgymnasium, Bundesrealgymnasium, Bundesoberstufenrealgymnasium) erhielt den Namen Polgargymnasium.

## Zitat
„Es mag schon stimmen, dass es für den Menschen das Beste wäre, nicht geboren zu sein, aber wem passiert das schon?“

## Rezeption
„Er begnügte sich damit, 'das Spiel des Lebens zu betrachten, den Spielern in die gezinkten Karten zu schauen und das Geschaute in Worte kurzzufassen'. Selten ist das Nebensächliche, Schwebende, Unscheinbare so präzise und mühelos artikuliert worden wie hier. Polgar hat die Kunst der Nuance zu hoher Meisterschaft gebracht.“

„Mit Ausnahme des alten Fontane weiß ich keinen Theaterkritiker deutscher Sprache, der so aufs Augenhärchen genau sagen kann, was er sagen will. So haben Sie einmal das größte Kunststück fertiggebracht, der alternden Duse zu sagen, daß sie altert, aber daß sie die Duse ist;...“

## Werke (Auswahl)
- Der Quell des Übels und andere Geschichten. Verlag für Literatur und Kunst, München 1908.
- Bewegung ist alles. Novellen und Skizzen. Literarische Anstalt Rütten & Loening, Frankfurt am Main 1909.
- Hiob. Ein Novellenband. Albert Langen, München 1912.
- Franz Molnar: Liliom. Vorstadtlegende in 7 Bildern und einem szenischen Prolog. Übersetzung aus dem Ungarischen und Bearbeitung des Stücks. Deutsch-Österreichischer Vlg., Wien/Leipzig 1912.
- Kleine Zeit. Fritz Gurlitt, Berlin 1919.
- Max Pallenberg. Erich Reiß Verlag, Berlin 1921.
- Gestern und heute. R. Kaemmerer, Dresden 1922.
- Orchester von oben. E. Rowohlt, Berlin 1926: Dieser Band neuer Skizzen ist um einige Stücke vermehrt, die älteren Büchern des Autors entnommen sind.
- An den Rand geschrieben. E. Rowohlt, Berlin 1926.
- Ja und Nein (Vier Bände). E. Rowohlt, Berlin 1926/27.
- Ich bin Zeuge. E. Rowohlt, Berlin 1927.
- Schwarz auf Weiß. E. Rowohlt, Berlin 1929.
- Hinterland. E. Rowohlt; Berlin 1929.
- Bei dieser Gelegenheit. E. Rowohlt, Berlin 1930.
- Ansichten. Rowohlt, Berlin 1933.
- In der Zwischenzeit. Allert de Lange, Amsterdam 1935.
- Sekundenzeiger. Humanitas-Verlag, Zürich 1937.
- Handbuch des Kritikers. Oprecht, Zürich 1938.
- Geschichten ohne Moral. Oprecht, Zürich 1943.
- Anderseits. Querido, Amsterdam 1948.
- Begegnung im Zwielicht. Blanvalet, Berlin 1951.
- Standpunkte. Rowohlt, Hamburg 1953.
- Fensterplatz. Rowohlt, Berlin 1959.
- Im Lauf der Zeit. Taschenbuch, 1959.
- Im Vorüberfahren. Büchergilde Gutenberg, Frankfurt am Main 1960.
- Bei Lichte betrachtet. Rowohlt, Reinbek 1970; zusammengestellt von Bernt Richter.
- Die Mission des Luftballons. Skizzen und Erwägungen. Volk und Welt, Berlin 1975.
- Taschenspiegel. Mit einem Nachwort von Ulrich Weinzierl unter dem Titel Alfred Polgar im Exil. Löcker, Wien 1979, ISBN 978-3-85409-006-9.
- Sperrsitz. Löcker, Wien 1980.
- Lieber Freund! Lebenszeichen aus der Fremde. Zsolnay, Wien, Hamburg 1981.
- Kleine Schriften. Hrsg. von Marcel Reich-Ranicki und Ulrich Weinzierl, Rowohlt, Reinbek 1982–1986.
  - Lizenzausgabe, Büchergilde Gutenberg, Frankfurt a. M., 1983 bis 1988. Aufzählung der sechs einzeln erschienenen Bände: Musterung, Kreislauf, Irrlicht, Literatur, Theater I, Theater II.
- Harry Rowohlt (Hrsg.): Alfred Polgar. Das große Lesebuch. Kein & Aber, Zürich 2003, ISBN 3-0369-5116-4.
- Marlene – Bild einer berühmten Zeitgenossin. Zsolnay, Wien 2015, ISBN 978-3-552-05721-0 (1937/1938 geschriebener Essay, 1984 im Nachlass entdeckt, 2015 postum veröffentlicht).[9]